# Robert Kotxarian

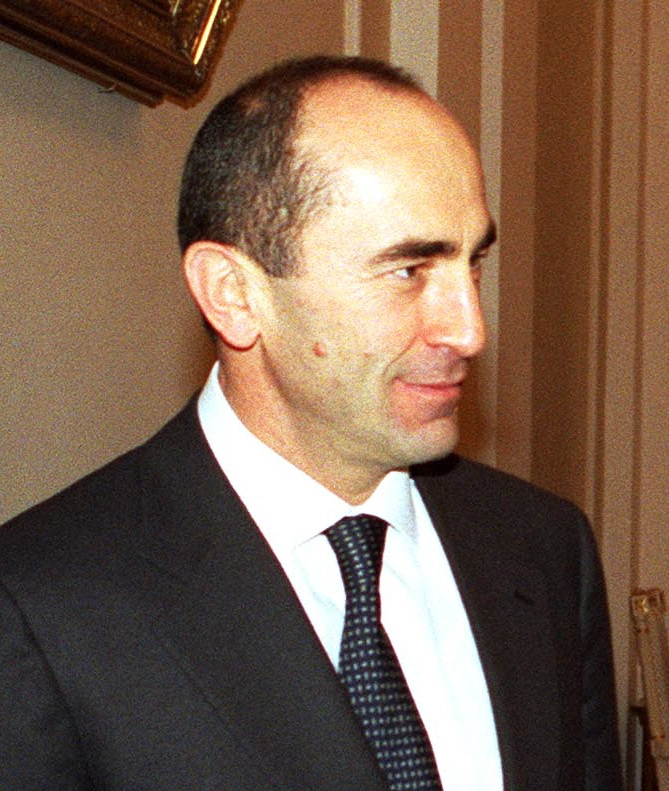
Robert Kotxarian

Robert Sedraki Kotxarian (en armeni, Ռոբերտ Սեդրակի Քոչարյան), (Stepanakert (Alt Karabakh), 31 d'agost de 1954) fou president de l'Alt Karabakh (1994-1997), territori secessionista de l'Azerbaidjan, i, posteriorment, primer ministre (1997-1998) i president d'Armènia (1998-2008), malgrat no haver nascut en aquesta república.